# Vidarebosättningsförordningen
Vidarebosättningsförordningen är en föreslagen europeisk förordning som syftar till att upprätta gemensamma bestämmelser för vidarebosättning av skyddsbehövande från tredjeländer till Europeiska unionen.
Förslaget till förordning presenterades av Europeiska kommissionen den 13 juli 2016. Innan förslaget kan träda i kraft måste det antas av Europaparlamentet och Europeiska unionens råd i enlighet med det ordinarie lagstiftningsförfarandet. Den 15 december 2022 nådde Europaparlamentet och rådet en överenskommelse om vidarebosättningsförordningen.